# Final de la Liga de Campeones de la UEFA 2015-16
La final de la Liga de Campeones de la UEFA 2015-16 28 de mayo de 2016 en el Estadio Giuseppe Meazza de Milán, Italia. Esta 61.ª edición de la final de la Copa de Europa y la 24.ª en el actual formato de Liga de Campeones, fue disputada por dos clubes españoles, Real Madrid Club de Fútbol y Club Atlético de Madrid. Fue la segunda vez en la historia de la competición, que ambos finalistas eran de la misma ciudad, reeditándose el único precedente del derbi de la final de Lisboa 2014.
El resultado del encuentro fue de victoria para el Real Madrid en la tanda de penaltis,(18-15) después que el tiempo reglamentario diera como resultado un empate. En la primera parte, Ramos marcó el gol para el Real Madrid en una jugada controvertida por encontrarse en posición antirreglamentaria. En la segunda parte, Carrasco igualó para el Atlético de Madrid. Tras una prórroga sin goles, el Real Madrid se impuso 5–3 en la tanda de penaltis. logrando su  «Undécima» Copa de Europa, afianzándose como el club con más títulos conseguidos en la Liga de Campeones de la UEFA.

## Finalistas
En negrita, las finales ganadas.
| Equipos            | Finales jugadas anteriormente                                                                                           |
| ------------------ | --- |
| Real Madrid        | 1955-56, 1956-57, 1957-58, 1958-59, 1959-60, 1961-62, 1963-64, 1965-66, 1980-81, 1997-98, 1999-2000, 2001-02 y 2013-14. |
| Atlético de Madrid | 1973-74 y 2013-14. |

## Sede
El Estadio San Siro, oficialmente conocido como Estadio Giuseppe Meazza, fue anunciado como sede de la final en la reunión del Comité Ejecutivo de la UEFA en Nyon, Suiza, el 18 de septiembre de 2014, la cuarta final de la Copa de Europa/Liga de Campeones celebrada en el estadio después de las de 1965, 1970 y 2001.
El San Siro fue construido en 1925, inaugurado en 1926 como sede del Milan y vendido a la ciudad en 1935. El Inter se convirtió en inquilino en 1947 y el estadio ha sido compartido por los dos clubes desde entonces, y el Inter ganó la primera final de la Copa de Europa disputada en el estadio en 1965. El estadio fue utilizado como sede de la Copa Mundial de la FIFA de 1934, la Eurocopa de 1980 y la Copa Mundial de la FIFA de 1990. Su capacidad actual es de 80.018, pero se reduce a poco menos de 80.000 asientos para las competiciones de la UEFA.
| Italia                       |                         |                         |                         |
| Ciudad                       | Estadio                 |                         |                         |
| Milán                        | Estadio Giuseppe Meazza | Estadio Giuseppe Meazza | Estadio Giuseppe Meazza |
|                              |                         |                         |                         |
| 80 000 espectadores          |                         |                         |                         |
| Final Liga de Campeones 2016 |                         |                         |                         |

## Partidos de clasificación para la Final

### Real Madrid
| Fecha                                                                          | Fase                     | Estadio                                  | Local               | Resultado | Visitante           |
| ------------------------------------------------------------------------------ | ------------------------ | ---------------------------------------- | ------------------- | --------- | ------------------- |
| 15 de septiembre de 2015                                                       | Fase de grupos Grupo A   | Estadio Santiago Bernabéu, Madrid        | Real Madrid         | 4 – 0     | Shakhtar Donetsk    |
| 30 de septiembre de 2015                                                       | Fase de grupos Grupo A   | Swedbank Stadion, Malmö                  | Malmö               | 0 – 2     | Real Madrid         |
| 21 de octubre de 2015                                                          | Fase de grupos Grupo A   | Parc des Princes, París                  | París Saint-Germain | 0 – 0     | Real Madrid         |
| 3 de noviembre de 2015                                                         | Fase de grupos Grupo A   | Estadio Santiago Bernabéu, Madrid        | Real Madrid         | 1 – 0     | París Saint-Germain |
| 25 de noviembre de 2015                                                        | Fase de grupos Grupo A   | Arena Lviv, Leópolis                     | Shakhtar Donetsk    | 3 – 4     | Real Madrid         |
| 8 de diciembre de 2015                                                         | Fase de grupos Grupo A   | Estadio Santiago Bernabéu, Madrid        | Real Madrid         | 8 – 0     | Malmö               |
| Real Madrid se clasificó a octavos quedando primero en su grupo con 16 puntos. |                          |                                          |                     |           |                     |
| 17 de febrero de 2016                                                          | Octavos de final Llave 4 | Estadio Olímpico de Roma, Roma           | Roma                | 0 – 2     | Real Madrid         |
| 8 de marzo de 2016                                                             | Octavos de final Llave 4 | Estadio Santiago Bernabéu, Madrid        | Real Madrid         | 2 – 0     | Roma                |
| Real Madrid se clasificó a cuartos con un global de 4–0.                       |                          |                                          |                     |           |                     |
| 6 de abril de 2016                                                             | Cuartos de final Llave 4 | Volkswagen-Arena, Wolfsburgo             | Wolfsburgo          | 2 – 0     | Real Madrid         |
| 12 de abril de 2016                                                            | Cuartos de final Llave 4 | Estadio Santiago Bernabéu, Madrid        | Real Madrid         | 3 – 0     | Wolfsburgo          |
| Real Madrid se clasificó a semifinales con un global de 3–2.                   |                          |                                          |                     |           |                     |
| 26 de abril de 2016                                                            | Semifinales Llave 1      | Estadio Ciudad de Mánchester, Mánchester | Manchester City     | 0 – 0     | Real Madrid         |
| 4 de mayo de 2016                                                              | Semifinales Llave 1      | Estadio Santiago Bernabéu, Madrid        | Real Madrid         | 1 – 0     | Manchester City     |
| Real Madrid se clasificó a la final con un global de 1–0.                      |                          |                                          |                     |           |                     |

### Atlético de Madrid
| Fecha | Fase                     | Estadio                      | Local              | Resultado | Visitante          |
| --- | ------------------------ | ---------------------------- | ------------------ | --------- | ------------------ |
| 15 de septiembre de 2015                                                                                 | Fase de grupos Grupo C   | Türk Telekom Arena, Estambul | Galatasaray        | 0 – 2     | Atlético de Madrid |
| 30 de septiembre de 2015                                                                                 | Fase de grupos Grupo C   | Vicente Calderón, Madrid     | Atlético de Madrid | 1 – 2     | Benfica            |
| 21 de octubre de 2015                                                                                    | Fase de grupos Grupo C   | Vicente Calderón, Madrid     | Atlético de Madrid | 4 – 0     | Astana             |
| 3 de noviembre de 2015                                                                                   | Fase de grupos Grupo C   | Astana Arena, Astaná         | Astana             | 0 – 0     | Atlético de Madrid |
| 25 de noviembre de 2015                                                                                  | Fase de grupos Grupo C   | Vicente Calderón, Madrid     | Atlético de Madrid | 2 – 0     | Galatasaray        |
| 8 de diciembre de 2015                                                                                   | Fase de grupos Grupo C   | Estádio da Luz, Lisboa       | Benfica            | 1 – 2     | Atlético de Madrid |
| Atlético de Madrid se clasificó a octavos quedando primero en su grupo con 13 puntos.                    |                          |                              |                    |           |                    |
| 24 de febrero de 2016                                                                                    | Octavos de final Llave 7 | Philips Stadion, Eindhoven   | PSV Eindhoven      | 0 – 0     | Atlético de Madrid |
| 15 de marzo de 2016                                                                                      | Octavos de final Llave 7 | Vicente Calderón, Madrid     | Atlético de Madrid | 0 – 0     | PSV Eindhoven      |
| Atlético de Madrid se clasificó a cuartos en la tanda de penaltis, después de un marcador global de 0–0. |                          |                              |                    |           |                    |
| 5 de abril de 2016                                                                                       | Cuartos de final Llave 2 | Camp Nou, Barcelona          | Barcelona          | 2 – 1     | Atlético de Madrid |
| 13 de abril de 2016                                                                                      | Cuartos de final Llave 2 | Vicente Calderón, Madrid     | Atlético de Madrid | 2 – 0     | Barcelona          |
| Atlético de Madrid se clasificó a semifinales con un global de 3–2.                                      |                          |                              |                    |           |                    |
| 27 de abril de 2016                                                                                      | Semifinales Llave 2      | Vicente Calderón, Madrid     | Atlético de Madrid | 1 – 0     | Bayern de Múnich   |
| 3 de mayo de 2016                                                                                        | Semifinales Llave 2      | Allianz Arena, Múnich        | Bayern de Múnich   | 2 – 1     | Atlético de Madrid |
| Atlético de Madrid se clasificó a la final con un global de 2-2 por la regla del gol visitante..         |                          |                              |                    |           |                    |

## Partido

### Ficha
| 1     | POR   | Keylor Navas      |     |
| 15    | DEF   | Daniel Carvajal   | 52' |
| 4     | DEF   | Sergio Ramos      |     |
| 3     | DEF   | Pepe              |     |
| 12    | DEF   | Marcelo Vieira    |     |
| 14    | MED   | Casemiro          |     |
| 19    | MED   | Luka Modrić       |     |
| 8     | MED   | Toni Kroos        | 72' |
| 11    | DEL   | Gareth Bale       |     |
| 9     | DEL   | Karim Benzema     | 77' |
| 7     | DEL   | Cristiano Ronaldo |     |
| D. T. | D. T. | Zinedine Zidane   |     |

| 13    | POR   | Jan Oblak         |      |
| 20    | DEF   | Juanfran Torres   |      |
| 15    | DEF   | Stefan Savić      |      |
| 2     | DEF   | Diego Godín       |      |
| 3     | DEF   | Filipe Luís       | 109' |
| 12    | MED   | Augusto Fernández | 46'  |
| 17    | MED   | Saúl Ñíguez       |      |
| 14    | MED   | Gabi              |      |
| 6     | MED   | Koke              | 116' |
| 9     | DEL   | Fernando Torres   |      |
| 7     | DEL   | Antoine Griezmann |      |
| D. T. | D. T. | Diego Simeone     |      |

| 23 | DEF | Danilo        | 52' |
| 22 | MED | Isco Alarcón  | 72' |
| 18 | DEL | Lucas Vázquez | 77' |

| 21 | MED | Yannick Ferreira Carrasco | 46'  |
| 19 | DEF | Lucas Hernández           | 109' |
| 22 | MED | Thomas Partey             | 116' |

| 15' | Sergio Ramos | 1:0 |

| 79' | Yannick Ferreira Carrasco | 1:1 |

| Acierto de penal · Acierto de penal · Acierto de penal · Acierto de penal · Acierto de penal | Lucas Vázquez Marcelo Gareth Bale Sergio Ramos Cristiano Ronaldo | 1:0 2:1 3:2 4:3 5:3 |

| Acierto de penal · Acierto de penal · Acierto de penal · Fallo de penal (poste) | Antoine Griezmann Gabi Saúl Ñíguez Juanfran | 1:1 2:2 3:3 4:3 |

| 11' · 47' · 90+2' · 92' · 111' | Daniel Carvajal Keylor Navas Sergio Ramos Danilo Pepe |

| 90+2' | Gabi |

| Principal  | Mark Clattenburg |
| Asistentes | Simon Beck       |
|            | Jake Collin      |
| Cuarto     | Viktor Kassai    |
| Quinto     | Stuart Burt      |

| Áreas | Anthony Taylor |
|       | Andre Marriner |

|                    |      |      |
| Tiros              | 25   | 18   |
| Tiros a puerta     | 8    | 4    |
| Faltas             | 3    | 7    |
| Saques de esquina  | 7    | 6    |
| Penaltis           | 0    | 1    |
| Fueras de juego    | 6    | 11   |
| Posesión del balón | 46 % | 54 % |

| Alineación inicial |

| 1     | POR   | Keylor Navas      |     |
| 15    | DEF   | Daniel Carvajal   | 52' |
| 4     | DEF   | Sergio Ramos      |     |
| 3     | DEF   | Pepe              |     |
| 12    | DEF   | Marcelo Vieira    |     |
| 14    | MED   | Casemiro          |     |
| 19    | MED   | Luka Modrić       |     |
| 8     | MED   | Toni Kroos        | 72' |
| 11    | DEL   | Gareth Bale       |     |
| 9     | DEL   | Karim Benzema     | 77' |
| 7     | DEL   | Cristiano Ronaldo |     |
| D. T. | D. T. | Zinedine Zidane   |     |

| 13    | POR   | Jan Oblak         |      |
| 20    | DEF   | Juanfran Torres   |      |
| 15    | DEF   | Stefan Savić      |      |
| 2     | DEF   | Diego Godín       |      |
| 3     | DEF   | Filipe Luís       | 109' |
| 12    | MED   | Augusto Fernández | 46'  |
| 17    | MED   | Saúl Ñíguez       |      |
| 14    | MED   | Gabi              |      |
| 6     | MED   | Koke              | 116' |
| 9     | DEL   | Fernando Torres   |      |
| 7     | DEL   | Antoine Griezmann |      |
| D. T. | D. T. | Diego Simeone     |      |

| 23 | DEF | Danilo        | 52' |
| 22 | MED | Isco Alarcón  | 72' |
| 18 | DEL | Lucas Vázquez | 77' |

| 21 | MED | Yannick Ferreira Carrasco | 46'  |
| 19 | DEF | Lucas Hernández           | 109' |
| 22 | MED | Thomas Partey             | 116' |

| 15' | Sergio Ramos | 1:0 |

| 79' | Yannick Ferreira Carrasco | 1:1 |

| Acierto de penal · Acierto de penal · Acierto de penal · Acierto de penal · Acierto de penal | Lucas Vázquez Marcelo Gareth Bale Sergio Ramos Cristiano Ronaldo | 1:0 2:1 3:2 4:3 5:3 |

| Acierto de penal · Acierto de penal · Acierto de penal · Fallo de penal (poste) | Antoine Griezmann Gabi Saúl Ñíguez Juanfran | 1:1 2:2 3:3 4:3 |

| 11' · 47' · 90+2' · 92' · 111' | Daniel Carvajal Keylor Navas Sergio Ramos Danilo Pepe |

| 90+2' | Gabi |

| Principal  | Mark Clattenburg |
| Asistentes | Simon Beck       |
|            | Jake Collin      |
| Cuarto     | Viktor Kassai    |
| Quinto     | Stuart Burt      |

| Áreas | Anthony Taylor |
|       | Andre Marriner |

|                    |      |      |
| Tiros              | 25   | 18   |
| Tiros a puerta     | 8    | 4    |
| Faltas             | 3    | 7    |
| Saques de esquina  | 7    | 6    |
| Penaltis           | 0    | 1    |
| Fueras de juego    | 6    | 11   |
| Posesión del balón | 46 % | 54 % |

| Alineación inicial |

| 1     | POR   | Keylor Navas      |     |
| 15    | DEF   | Daniel Carvajal   | 52' |
| 4     | DEF   | Sergio Ramos      |     |
| 3     | DEF   | Pepe              |     |
| 12    | DEF   | Marcelo Vieira    |     |
| 14    | MED   | Casemiro          |     |
| 19    | MED   | Luka Modrić       |     |
| 8     | MED   | Toni Kroos        | 72' |
| 11    | DEL   | Gareth Bale       |     |
| 9     | DEL   | Karim Benzema     | 77' |
| 7     | DEL   | Cristiano Ronaldo |     |
| D. T. | D. T. | Zinedine Zidane   |     |

| 13    | POR   | Jan Oblak         |      |
| 20    | DEF   | Juanfran Torres   |      |
| 15    | DEF   | Stefan Savić      |      |
| 2     | DEF   | Diego Godín       |      |
| 3     | DEF   | Filipe Luís       | 109' |
| 12    | MED   | Augusto Fernández | 46'  |
| 17    | MED   | Saúl Ñíguez       |      |
| 14    | MED   | Gabi              |      |
| 6     | MED   | Koke              | 116' |
| 9     | DEL   | Fernando Torres   |      |
| 7     | DEL   | Antoine Griezmann |      |
| D. T. | D. T. | Diego Simeone     |      |

| 23 | DEF | Danilo        | 52' |
| 22 | MED | Isco Alarcón  | 72' |
| 18 | DEL | Lucas Vázquez | 77' |

| 21 | MED | Yannick Ferreira Carrasco | 46'  |
| 19 | DEF | Lucas Hernández           | 109' |
| 22 | MED | Thomas Partey             | 116' |

| 15' | Sergio Ramos | 1:0 |

| 79' | Yannick Ferreira Carrasco | 1:1 |

| Acierto de penal · Acierto de penal · Acierto de penal · Acierto de penal · Acierto de penal | Lucas Vázquez Marcelo Gareth Bale Sergio Ramos Cristiano Ronaldo | 1:0 2:1 3:2 4:3 5:3 |

| Acierto de penal · Acierto de penal · Acierto de penal · Fallo de penal (poste) | Antoine Griezmann Gabi Saúl Ñíguez Juanfran | 1:1 2:2 3:3 4:3 |

| 11' · 47' · 90+2' · 92' · 111' | Daniel Carvajal Keylor Navas Sergio Ramos Danilo Pepe |

| 90+2' | Gabi |

| Principal  | Mark Clattenburg |
| Asistentes | Simon Beck       |
|            | Jake Collin      |
| Cuarto     | Viktor Kassai    |
| Quinto     | Stuart Burt      |

| Áreas | Anthony Taylor |
|       | Andre Marriner |

|                    |      |      |
| Tiros              | 25   | 18   |
| Tiros a puerta     | 8    | 4    |
| Faltas             | 3    | 7    |
| Saques de esquina  | 7    | 6    |
| Penaltis           | 0    | 1    |
| Fueras de juego    | 6    | 11   |
| Posesión del balón | 46 % | 54 % |

| Alineación inicial |

| 1     | POR   | Keylor Navas      |     |
| 15    | DEF   | Daniel Carvajal   | 52' |
| 4     | DEF   | Sergio Ramos      |     |
| 3     | DEF   | Pepe              |     |
| 12    | DEF   | Marcelo Vieira    |     |
| 14    | MED   | Casemiro          |     |
| 19    | MED   | Luka Modrić       |     |
| 8     | MED   | Toni Kroos        | 72' |
| 11    | DEL   | Gareth Bale       |     |
| 9     | DEL   | Karim Benzema     | 77' |
| 7     | DEL   | Cristiano Ronaldo |     |
| D. T. | D. T. | Zinedine Zidane   |     |

| 13    | POR   | Jan Oblak         |      |
| 20    | DEF   | Juanfran Torres   |      |
| 15    | DEF   | Stefan Savić      |      |
| 2     | DEF   | Diego Godín       |      |
| 3     | DEF   | Filipe Luís       | 109' |
| 12    | MED   | Augusto Fernández | 46'  |
| 17    | MED   | Saúl Ñíguez       |      |
| 14    | MED   | Gabi              |      |
| 6     | MED   | Koke              | 116' |
| 9     | DEL   | Fernando Torres   |      |
| 7     | DEL   | Antoine Griezmann |      |
| D. T. | D. T. | Diego Simeone     |      |

| 23 | DEF | Danilo        | 52' |
| 22 | MED | Isco Alarcón  | 72' |
| 18 | DEL | Lucas Vázquez | 77' |

| 21 | MED | Yannick Ferreira Carrasco | 46'  |
| 19 | DEF | Lucas Hernández           | 109' |
| 22 | MED | Thomas Partey             | 116' |

| 15' | Sergio Ramos | 1:0 |

| 79' | Yannick Ferreira Carrasco | 1:1 |

| Acierto de penal · Acierto de penal · Acierto de penal · Acierto de penal · Acierto de penal | Lucas Vázquez Marcelo Gareth Bale Sergio Ramos Cristiano Ronaldo | 1:0 2:1 3:2 4:3 5:3 |

| Acierto de penal · Acierto de penal · Acierto de penal · Fallo de penal (poste) | Antoine Griezmann Gabi Saúl Ñíguez Juanfran | 1:1 2:2 3:3 4:3 |

| 11' · 47' · 90+2' · 92' · 111' | Daniel Carvajal Keylor Navas Sergio Ramos Danilo Pepe |

| 90+2' | Gabi |

| Principal  | Mark Clattenburg |
| Asistentes | Simon Beck       |
|            | Jake Collin      |
| Cuarto     | Viktor Kassai    |
| Quinto     | Stuart Burt      |

| Áreas | Anthony Taylor |
|       | Andre Marriner |

|                    |      |      |
| Tiros              | 25   | 18   |
| Tiros a puerta     | 8    | 4    |
| Faltas             | 3    | 7    |
| Saques de esquina  | 7    | 6    |
| Penaltis           | 0    | 1    |
| Fueras de juego    | 6    | 11   |
| Posesión del balón | 46 % | 54 % |

| Alineación inicial |

| Bandera de España         |
| Campeón Real Madrid C. F. |
| 11.º título               |

### Desarrollo

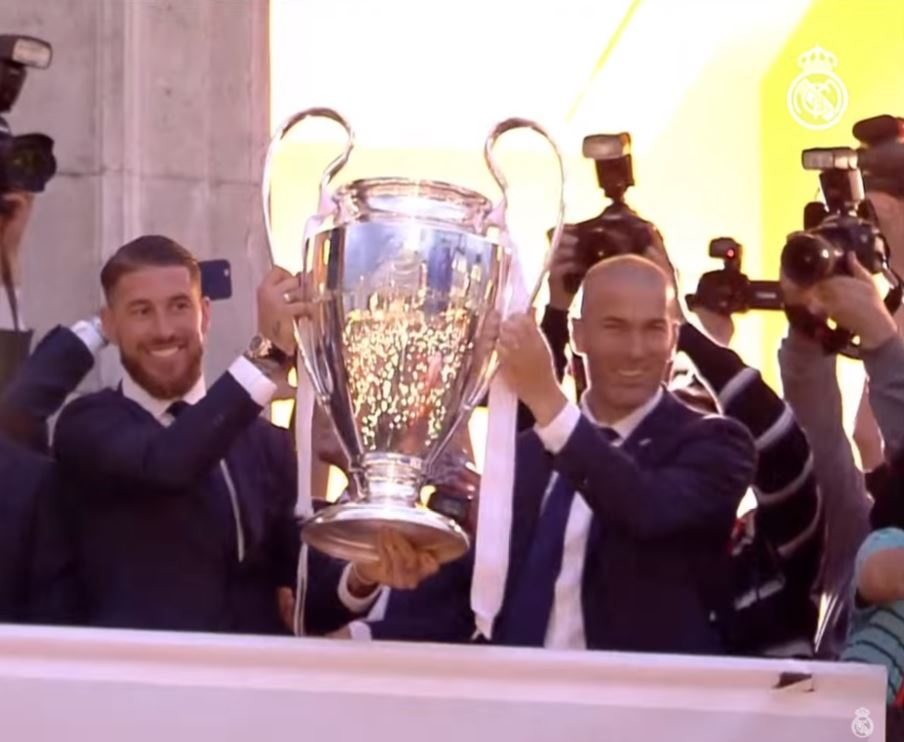
Sergio Ramos y Zinedine Zidane ofrecen la Undécima Copa de Europa a la afición.

La final comenzó con dominio madridista, destacando un lanzamiento de tiro libre de Gareth Bale en el minuto 6, que Casemiro remató a bocajarro, siendo desviado por el guardameta Jan Oblak y posteriormente en el minuto 15, la acción del primer gol del partido. Toni Kroos lanza una falta lateral, Bale prolonga de cabeza y Sergio Ramos anota el 1–0. Los posteriores 30 minutos hasta el intermedio, transcurrieron sin ocasiones claras para ningún equipo.
Tras el descanso, los rojiblancos pudieron igualar el partido, al disponer de un penalti por derribo de Pepe a Fernando Torres dentro del área, pero Griezmann mandó el lanzamiento al larguero. El Atlético continuó buscando la portería de Navas, pero las tres ocasiones más claras fueron para el Madrid con un disparo de Benzema mano a mano ante Oblak, un disparo al primer toque de Cristiano dentro del área que atajó el portero y un slalom de Bale que asiste a Cristiano, cuyo posterior rechace acaba de nuevo en Bale, quien dribla a Oblak, sacando Savić su disparo bajo palos. Tras estas ocasiones, el Atlético consiguió el empate en el minuto 79, con gol de Carrasco tras asistencia de Juanfran Torres en una acción veloz desde la banda derecha. Con este resultado de 1–1 concluían los 90 minutos reglamentarios y daba comienzo la prórroga, en la que ambos equipos practicaron un juego conservador, tratando de no cometer errores y no contaron con destacables ocasiones de gol. Se llegó al final de la prórroga con el mismo resultado de empate, dilucidándose la final en tanda de penaltis. El Real Madrid se impuso 5–3 en la tanda, luego de que Juanfran fallara el cuarto penalti rojiblanco y anotara Cristiano el definitivo quinto penalti.